# Dreadnoughtus
Dreadnoughtus (một loại chiến hạm, và cũng nghĩa là "không sợ gì"), là một chi khủng long khổng lồ là một trong những sinh vật trên bộ lớn nhất trên Trái Đất được tìm thấy tại Argentina, tên của nó được đặt theo theo tên một chiến hạm từng thống trị các vùng biển đầu thế kỷ 20. Con vật trên có chiều dài khoảng 26 m và nặng 65,4 tấn hay 59,3 tấn. Chúng có kích thước cơ thể bằng một ngôi nhà, trọng lượng bằng cả đàn voi, cùng chiếc đuôi dài được sử dụng như vũ khí. Chúng ăn một khối lượng rất lớn các loài thực vật.

## Kích thước
| Kích thước          | hệ mét                  | hệ Anh-Mỹ                |
| ------------------- | ----------------------- | ------------------------ |
| Cân nặng            | 59.300 kilôgam (59,3 t) | 65,4 tấn Mỹ (130.800 lb) |
| Chiều dài toàn thân | 26 m                    | 85 ft                    |
| Chiều dài đầu cổ    | 12.2 m                  | 40 ft                    |
| Chiều dài cổ        | 11.3 m                  | 37 ft                    |
| Chiều dài thân      | 5.1 m                   | 17 ft                    |
| Chiều dài đuôi      | 8.7 m                   | 29 ft                    |
| Chiều cao vai       | ~ 2 stories (6 m)       | ~ 2 stories (20 ft)      |